# Tic Tac

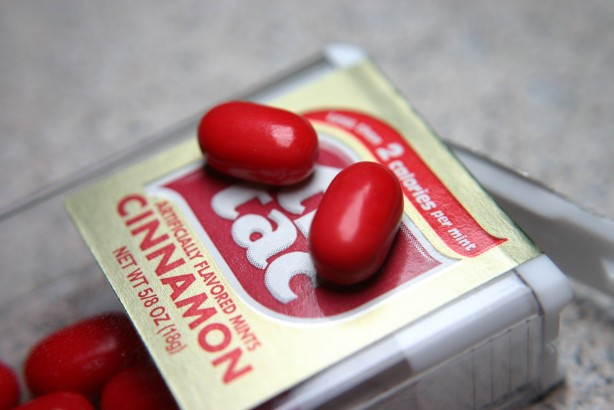
Tic Tac зі смаком кориці, випущений у США

tic tac (офіційна стилізація малими літерами) — солодкі драже, що випускаються італійською кондитерською компанією Ferrero. Уперше з'явилися в 1969 році й зараз продаються більш ніж в ста країнах світу з різними смаками.
Назва «tic tac» походить від характерного звуку, який доноситься при відкритті упаковки з цукерками. Зазвичай, tic-tac продається в прозорих пластикових упаковках. Одна пачка містить 37 цукерок. Кожна з них  містить всього дві калорії, на це активно звертає увагу рекламна кампанія tic tac.
Існує безліч смакових різновидів tic-tac. Окрім оригінальної «М'яти», існують також версії зі смаком кориці, апельсину, вишні, маракуї , граната, манго, лайма та ін.